# Murase Kazutaka
Kazutaka Murase (sinh ngày 11 tháng 9 năm 1985) là một cầu thủ bóng đá người Nhật Bản.

## Sự nghiệp câu lạc bộ
Kazutaka Murase đã từng chơi cho Vissel Kobe.